# Academiuta di lenga furlana
L'Academiuta di lenga furlana è stata un istituto di lingua e poesia fondato nel 1945 a Casarsa della Delizia (Friuli), che raccoglieva un gruppo di neòteroi seguaci dei principi del felibrismo regionale.
L'Academiuta viene fondata il 18 febbraio 1945 da Pier Paolo Pasolini e alcuni suoi amici, tutti lettori appassionati di Graziadio Isaia Ascoli e seguaci dei suoi ideali. L'attività dell'Academiuta venne poi dedicata al fratello di Pasolini, Guido, ucciso da alcuni partigiani comunisti pochi giorni prima della fondazione, nell’eccidio di Porzûs, ma della cui morte seppe solo tempo dopo.
I poeti si riuniscono la domenica pomeriggio a Versuta, alternando letture di poesie all'ascolto di brani musicali eseguiti dalla violinista Pina Kalc.
Nell'agosto dello stesso anno esce il primo numero dello Stroligùt (Il Lunarietto), prima rivista ufficiale dell'Academiuta, della quale usciranno in totale 5 numeri.
Pasolini invita poeti e scrittori a collaborare con testi in lingua friulana e circa quindici o venti poeti subiscono la sua influenza, tra cui Amedeo Giacomini, Umberto Valentinis, Novella Cantarutti, Leonardo Zanier, Federico Tavan, Giacomo Vit e Nelvia Di Monte.